# Esau de' Buondelmonti
Esau de' Buondelmonti, död 1411, var en frankisk monark. Han var despot av despotatet Epirus 1385–1411.